# Breutelia eggersiana
Breutelia eggersiana är en bladmossart som beskrevs av Brotherus in Paris 1904. Breutelia eggersiana ingår i släktet gullhårsmossor, och familjen Bartramiaceae. Inga underarter finns listade i Catalogue of Life.